# Stadion na Borku
Stadion na Borku je fotbalový stadion ve slezském městě Třinec. Otevřen byl 28. srpna 1938. Pojme 8000 diváků.
Stadion byl postaven v letech 1936–1938 a slavnostně otevřen 28. srpna 1938. Jeho architektem byl J. Křiž. Zpočátku měl stadion atletickou dráhu, postupem času byla zlikvidována. Objekt původně využívali hráči polského klubu Sila Trzyniec a českého týmu SK Třinec. V roce 1952 se tato družstva sloučila a vznikla TŽ Třinec (dnes FK Třinec). V roce 1963 tento tým poprvé postoupil do I. ligy ČSR, ale po první sezóně na nejvyšší úrovni sestoupil. V roce 1966 byl otevřen Stadion Rudolfa Labaje, kam se přestěhovali hráči třineckého klubu.V současné době[kdy?] na stadionu hraje B tým Třince.